# Горлово (Череповецкий район)
Горлово — упразднённая деревня в Череповецком районе Вологодской области.
Входила в состав Мяксинского сельского поселения, с точки зрения административно-территориального деления — в Мяксинский сельсовет.
Расстояние по автодороге до районного центра Череповца — 43 км, до центра муниципального образования Мяксы — 15 км. Ближайшие населённые пункты — Веретье, Воротишино, Воротишино.
По данным переписи в 2002 году постоянного населения не было.
27 февраля 2021 года упразднена.